# Marina (telenovela)
Marina je meksička telenovela produkcijske kuće Telemundo.   

## Sadržaj
U Acapulcu, najljepšem meksičkom gradu, lijepa Marina radi kao vozač turističkog brodića koji svakodnevno obilazi gradsku obalu. Njezin skroman i miran život do temelja se sruši iznenadnom majčinom smrću, ali i nasljeđivanjem dijela bogatstva obitelji Alacorn Morales i selidbom u njihovu raskošnu obiteljsku vilu. Prestrašena i zbunjena tragičnim gubitkom voljene majke, Marina polako doznaje svoj pravi identitet, ali i istinu o ocu koji ih je napustio dok je bila mala. Osim što je njezin otac brat bogatog i moćnog vlasnika najveće brodarske kompanije u Acapulcu, Guillerma Alarcon Ferrere, Marina saznaje i za svoju polubraću, koja su nakon očeve smrti ostala pod patronatom svog strica.
U novom domu Marinu neće dočekati topla dobrodošlica svih ukućana. Osim dragog strica Guillerma, koji ju je prihvatio raširenih ruku, nitko drugi nije sretan zbog njezinog iznenadnog dolaska. Među njenim najvećim neprijateljima je Alberta de Alacron Morales, žena Marininog pokojnog oca i članica visokog društva. Njena svakodnevna zloba, prezir i prkos prema Guillermu i Marini nema granica pa će učiniti sve kako bi se domogla dijela bogatstva koji joj nikada nije pripadao. Osim zlobne Alberte, Marina će morati izbjegavati i njenog sina, Ricarda Alarcona Moralesa, u kojeg se zaljubila već pri prvom pogledu. Zgodni i šarmantni Ricardo već nekoliko godina živi u nesretnom i burnom braku s temperamentnom Adrianom, koju nikada istinski nije volio, a oženio ju je samo zato da bi udovoljio svojoj majci. Ricardo nikad nije znao što bi učinio sa svojim životom, ali zato oduvijek voli svoj visoki društveni status i maksimalno uživa u njemu - uz to što oblači najbolju i najskuplju odjeću, Ricardo se obožava zabavljati na zabavama i uživati u najekstremnijim sportovima. No neće proći puno vremena da shvati kako su Marinina ljepota i skromnost jednine stvari koje ga ispunjavaju.
Dolaskom u novi svijet bogatih i slavnih, Marina će biti svačija meta zavisti i ismijavanja, što od samih članova obitelji Morales, što od ostalih pripadnika društvene elite. No Marina će se bez imalo muke uspjeti suprotstaviti svojim neprijateljima, a pomoću neodoljive, divlje i jedinstvene osobnosti zadobit će mnogo prijatelja, među kojima je i sam Ricardo, koji će se ubrzo ludo zaljubiti u Marinu i s njom se vjenčati. Međutim, Marina neće imati mira niti u braku jer će mnogi ljudi činiti ružne stvari kako bi ih zauvijek razdvojili...

## Likovi
- Sandra Echeverría - Marina Hernandez – Ricardova supruga, Chuyeva majka i Patricijina pomajka, dobra i lijepa žena.

- Manolo Cardona – Ricardo Alarcon Morales – Marinin zgodni suprug, Chuyev otac, profesor u školi, ljubavnik Veronice.

- Alfonso Dosal – Chuy – Marinin izgubljeni sin. Kad ga ona pronađe kao mladića, kupi mu stan. Gđa Alberta pomisli da je on Marinin ljubavnik te to kaže Patriciji, koja postane gruba prema Marini, smatrajući da Marina vara njezinog oca Ricarda.

- Ilean Almaguer – Patricia "Patty" Alarcon – Usvojena Marinina kćer, čija je majka Rosalba, koja se zaposlila u Ricardovoj tvornici. Patricia počinje mrziti svoju pomajku i zaljubljuje se u Chuya.

- Humberto Zurita – Guillermo Alarcon Ferrer – Marinin stric, dobar čovjek, kojemu ona prvo povjerava da je pronašla Chuya.

- Susana Dosamantes – Alberta Morales de Alarcon – Ricardova majka, isprva mrzi Marinu, ali ju poslije zavoli.

- Sandra Destenave - Adriana - Ricardova bivša supruga. Pobacila je dijete koje je imala sa svojim ljubavnikom. Mrzi Marinu i ucjenjuje Ricarda.

- Aylin Mujica – Laura i Verónica Saldivar – One su sestre blizanke, a polusestra im je Lucia. Laura je zaljubljena u Ricarda i Marinina je prijateljica. Kad joj muž umre, zaredi se. Ubije ju njezina sestra Verónica. Verónica je lijepa i plavokosa, koja smatra svoje sestre dosadnima i glupima. Ubila je svog strica i uzela mu novac.

- Elizabeth Cervantes - Sara López - sluškinja kod Alarconovih,želi rastaviti Ricarda i Marinu.Ucijenjuje Ricarda,no asnije dobije otkaz i udruži se s Juliom kako bi zajedno uništili Marinu.

## Zanimljivosti
- Mauricio Ochmann, glumac koji je tumačio originalnog Ricarda, je morao napustiti snimanje telenovele zbog problema s drogom. Odmah nakon što je napustio seriju, prijavio se u centar na odvikavanje.
- Lik Marine prvotno je trebala tumačiti glumica Danna Garcia, dok je Ricarda trebao tumačiti argentinski glumac Martin Karpan. Oboje su odustali od snimanja serije i prešli na nove projekte. Kao drugi par, spominjali su se Ivonne Montero i Mauricio Ochmann, no zbog istjecanja ugovora s Telemundom, Ivonne također nije mogla nastupiti u seriji.
- Alejandro Camacho, meksički] glumac, bio je u širem izboru za ulogu Guillerma Alarcona.

## Uloge
| Glumac/ica                      | Lik                                   |
| ------------------------------- | ------------------------------------- |
| Sandra Echeverria               | Marina Hernandez                      |
| Mauricio Ochmann Manolo Cardona | Ricardo Alarcon #1 Ricardo Alarcon #2 |
| Aylin Mujica                    | Laura † / Verónica †                  |
| Susana Dosamantes               | Alberta Alarcon                       |
| Humberto Zurita                 | Guillermo Alarcon                     |
| Carlos Caballero                | Julio †                               |
| Martha Aura                     | Lupe                                  |
| Elizabeth Cervantes             | Sara                                  |
| Eduardo Victoria                | Federico                              |
| Karina Mora                     | Matilde                               |
| Ilean Almaguer                  | Patricia "Patty" Alarcon              |
| Alfonso Dosal                   | Chuy                                  |
| Jorge Luis Vasquez              | Elias                                 |
| Angelica Celaya                 | Rosalba                               |
| Beatriz Cecilia                 | Pastora                               |
| Mara Cuevas                     | Lucia                                 |
| Emilio Guerrero                 | Jacinto Oropeza                       |
| Carlos Corona                   | Latas                                 |
| Claudia Lobo                    | Chela                                 |
| Guadalupe Martinez              | Balbina                               |
| Mildred Motta                   | Silvia                                |
| Georgina Tabora                 | Clorinda                              |
| Veronica Teran                  | Blanca                                |

### Gostujuće uloge
| Glumac/ica        | Lik                |
| ----------------- | ------------------ |
| Dolores Heredia   | Rosa Hernandez †   |
| Sandra Destenave  | Adriana †          |
| Pablo Azar        | Papalote           |
| Gustavo Navarro   | Daniel †           |
| Lourdes Villareal | Lazara             |
| Adriano Zendejas  | Chuy (kao dijete)  |
| Dassana Zendejas  | Patty (kao dijete) |